# Chavoy
Chavoy est une commune française, située dans le département de la Manche en région Normandie, peuplée de 130 habitants.

## Géographie

### Hydrographie
La commune est située dans le bassin Seine-Normandie. Elle est drainée par le ruisseau de la Guerinette, le ruisseau de Saint-Louis et un autre petit cours d'eau,.

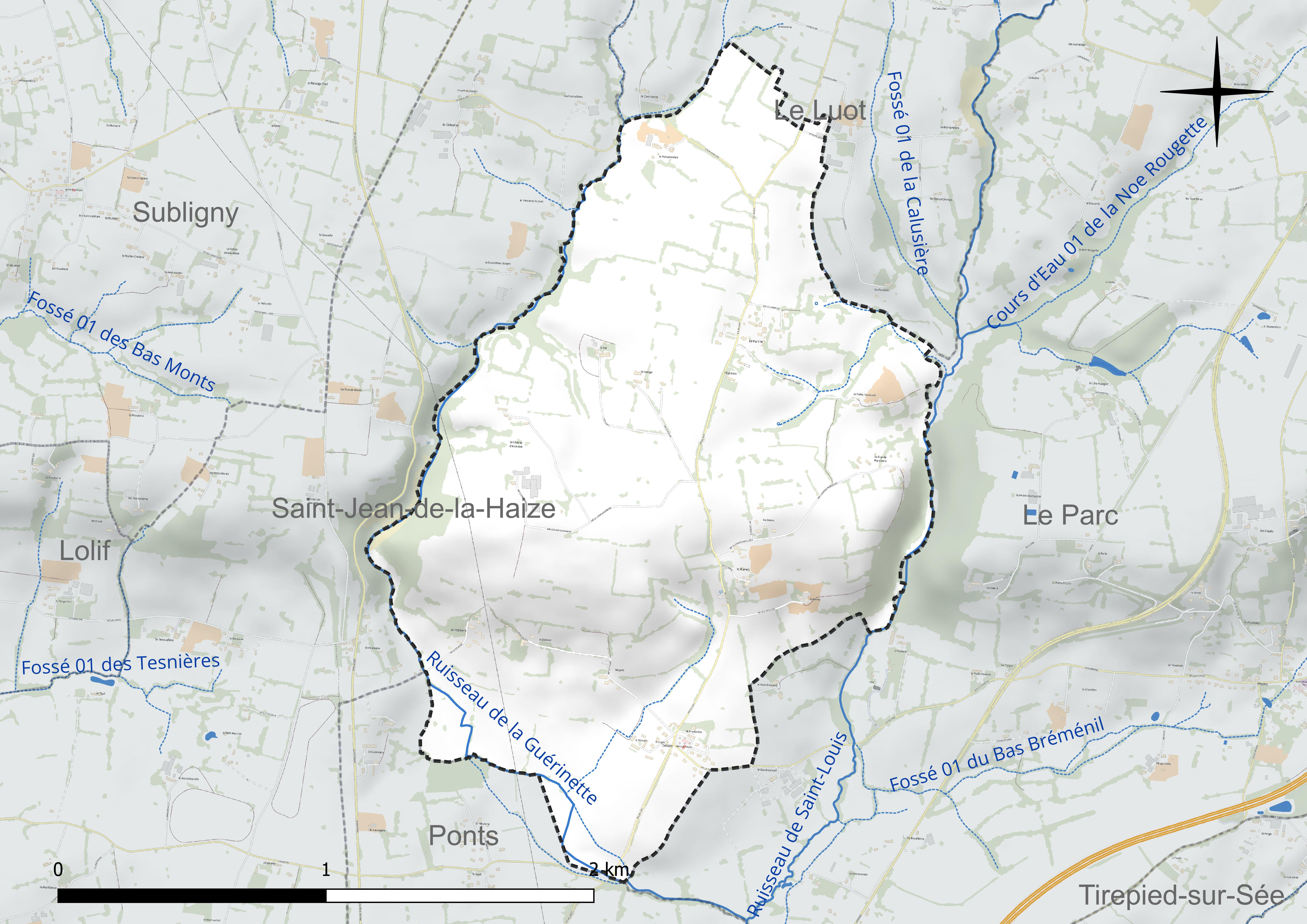
Réseau hydrographique de Chavoy.

### Climat
Pour des articles plus généraux, voir Climat de la Normandie et Climat de la Manche.
En 2010, le climat de la commune est de type climat océanique franc, selon une étude du CNRS s'appuyant sur une série de données couvrant la période 1971-2000. En 2020, Météo-France publie une typologie des climats de la France métropolitaine dans laquelle la commune est exposée à un climat océanique et est dans la région climatique  Bretagne orientale et méridionale, Pays nantais, Vendée, caractérisée par une faible pluviométrie en été et une bonne insolation. Parallèlement le GIEC normand, un groupe régional d’experts sur le climat, différencie quant à lui, dans une étude de 2020, trois grands types de climats pour la région Normandie, nuancés à une échelle plus fine par les facteurs géographiques locaux. La commune est, selon ce zonage, exposée à un « climat maritime », correspondant au Cotentin et à l'ouest du département de la Manche, frais, humide et pluvieux, où les contrastes pluviométrique et thermique sont parfois très prononcés en quelques kilomètres quand le relief est marqué.
Pour la période 1971-2000, la température annuelle moyenne est de 10,9 °C, avec une amplitude thermique annuelle de 11,8 °C. Le cumul annuel moyen de précipitations est de 925 mm, avec 13,7 jours de précipitations en janvier et 8,4 jours en juillet. Pour la période 1991-2020, la température moyenne annuelle observée sur la station météorologique la plus proche, située sur la commune de Longueville à 21 km à vol d'oiseau, est de 11,9 °C et le cumul annuel moyen de précipitations est de 802,4 mm,. Pour l'avenir, les paramètres climatiques de la commune estimés pour 2050 selon différents scénarios d’émission de gaz à effet de serre sont consultables sur un site dédié publié par Météo-France en novembre 2022.

## Urbanisme

### Typologie
Au 1er janvier 2024, Chavoy est catégorisée commune rurale à habitat très dispersé, selon la nouvelle grille communale de densité à sept niveaux définie par l'Insee en 2022.
Elle est située hors unité urbaine. Par ailleurs la commune fait partie de l'aire d'attraction d'Avranches, dont elle est une commune de la couronne,. Cette aire, qui regroupe 32 communes, est catégorisée dans les aires de moins de 50 000 habitants,.

### Occupation des sols
L'occupation des sols de la commune, telle qu'elle ressort de la base de données européenne d’occupation biophysique des sols Corine Land Cover (CLC), est marquée par l'importance des territoires agricoles (94,9 % en 2018), une proportion identique à celle de 1990 (94,9 %). La répartition détaillée en 2018 est la suivante : prairies (61 %), zones agricoles hétérogènes (23,1 %), terres arables (10,7 %), forêts (5,1 %). L'évolution de l’occupation des sols de la commune et de ses infrastructures peut être observée sur les différentes représentations cartographiques du territoire : la carte de Cassini (XVIIIe siècle), la carte d'état-major (1820-1866) et les cartes ou photos aériennes de l'IGN pour la période actuelle (1950 à aujourd'hui).

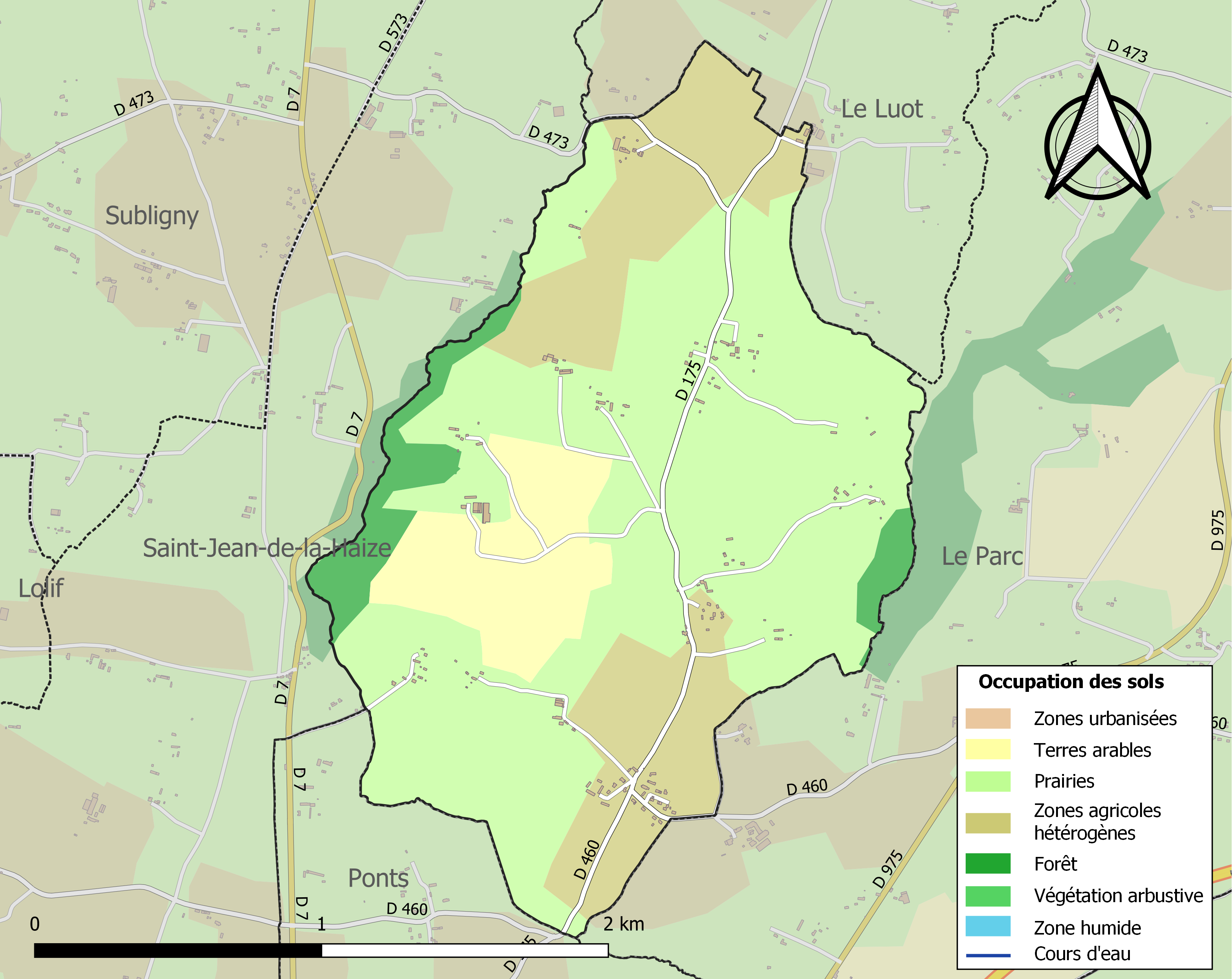
Carte des infrastructures et de l'occupation des sols de la commune en 2018 (CLC).

## Toponymie
Le nom de la localité est attesté sous les formes Chavei en 1172, 1218 et 1225, Chavei vers 1285.
Du latin tardif *cavetum dont la signification s'apparenterait du mot dialectal cavée, « chemin creux », peut-être par allusion à un chemin traversant, une tranchée, « une cavée ». La finale actuelle -oy résulte d'une influence phonétique francienne. Ernest Nègre s'éloigne de cette ligne, et préfère interpréter Chavoy par l'ancien français régional chavez, chavais, cheveis « portion de terrain d'une certaine étendue, enclavée au milieu d'un domaine », attesté en gallo.
Le gentilé est Chavoyais.

## Histoire
En 1712, Gilette Cousin (1665-1740) ouvrit, au pré Chennevière (Le Luot), une école interparoissiale de filles avec Sainte-Pience et Chavoy.

## Politique et administration

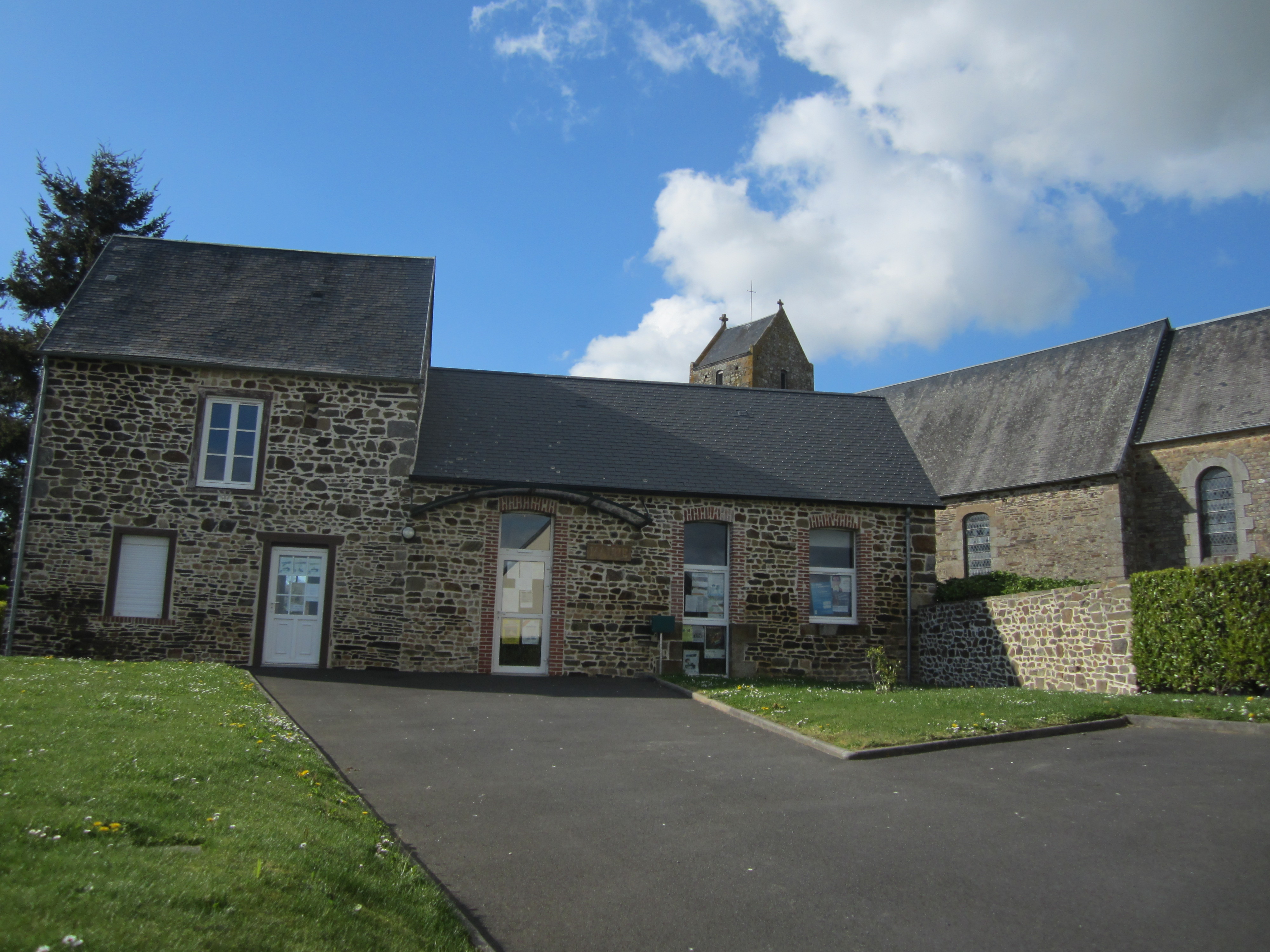
Chavoy, Manche.

| Période                                  | Période   | Identité             | Étiquette | Qualité            |
| ---------------------------------------- | --------- | -------------------- | --------- | ------------------ |
| 1983                                     | mars 2008 | Bernard Macé         |           |                    |
| mars 2008                                | mars 2014 | Martine Couëtil      | SE        |                    |
| mars 2014                                | mai 2020  | Marie-Louise Follain | SE        | Retraitée agricole |
| mai 2020                                 | En cours  | Valérie Bunel        | SE        | Employée de banque |
| Les données manquantes sont à compléter. |           |                      |           |                    |

## Démographie
L'évolution du nombre d'habitants est connue à travers les recensements de la population effectués dans la commune depuis 1793. Pour les communes de moins de 10 000 habitants, une enquête de recensement portant sur toute la population est réalisée tous les cinq ans, les populations de référence des années intermédiaires étant quant à elles estimées par interpolation ou extrapolation. Pour la commune, le premier recensement exhaustif entrant dans le cadre du nouveau dispositif a été réalisé en 2008.
En 2022, la commune comptait 130 habitants, en évolution de +2,36 % par rapport à 2016 (Manche : −0,31 %, France hors Mayotte : +2,11 %).
| 1793 | 1800 | 1806 | 1821 | 1831 | 1836 | 1841 | 1846 | 1851 |
| ---- | ---- | ---- | ---- | ---- | ---- | ---- | ---- | ---- |
| 255  | 250  | 280  | 277  | 221  | 221  | 216  | 226  | 250  |

| 1856 | 1861 | 1866 | 1872 | 1876 | 1881 | 1886 | 1891 | 1896 |
| ---- | ---- | ---- | ---- | ---- | ---- | ---- | ---- | ---- |
| 233  | 225  | 210  | 206  | 186  | 183  | 190  | 160  | 156  |

| 1901 | 1906 | 1911 | 1921 | 1926 | 1931 | 1936 | 1946 | 1954 |
| ---- | ---- | ---- | ---- | ---- | ---- | ---- | ---- | ---- |
| 144  | 148  | 155  | 134  | 144  | 133  | 121  | 128  | 119  |

| 1962 | 1968 | 1975 | 1982 | 1990 | 1999 | 2006 | 2008 | 2013 |
| ---- | ---- | ---- | ---- | ---- | ---- | ---- | ---- | ---- |
| 104  | 97   | 92   | 70   | 58   | 77   | 124  | 137  | 131  |

| 2018 | 2022 | - | - | - | - | - | - | - |
| ---- | ---- | - | - | - | - | - | - | - |
| 129  | 130  | - | - | - | - | - | - | - |

## Lieux et monuments

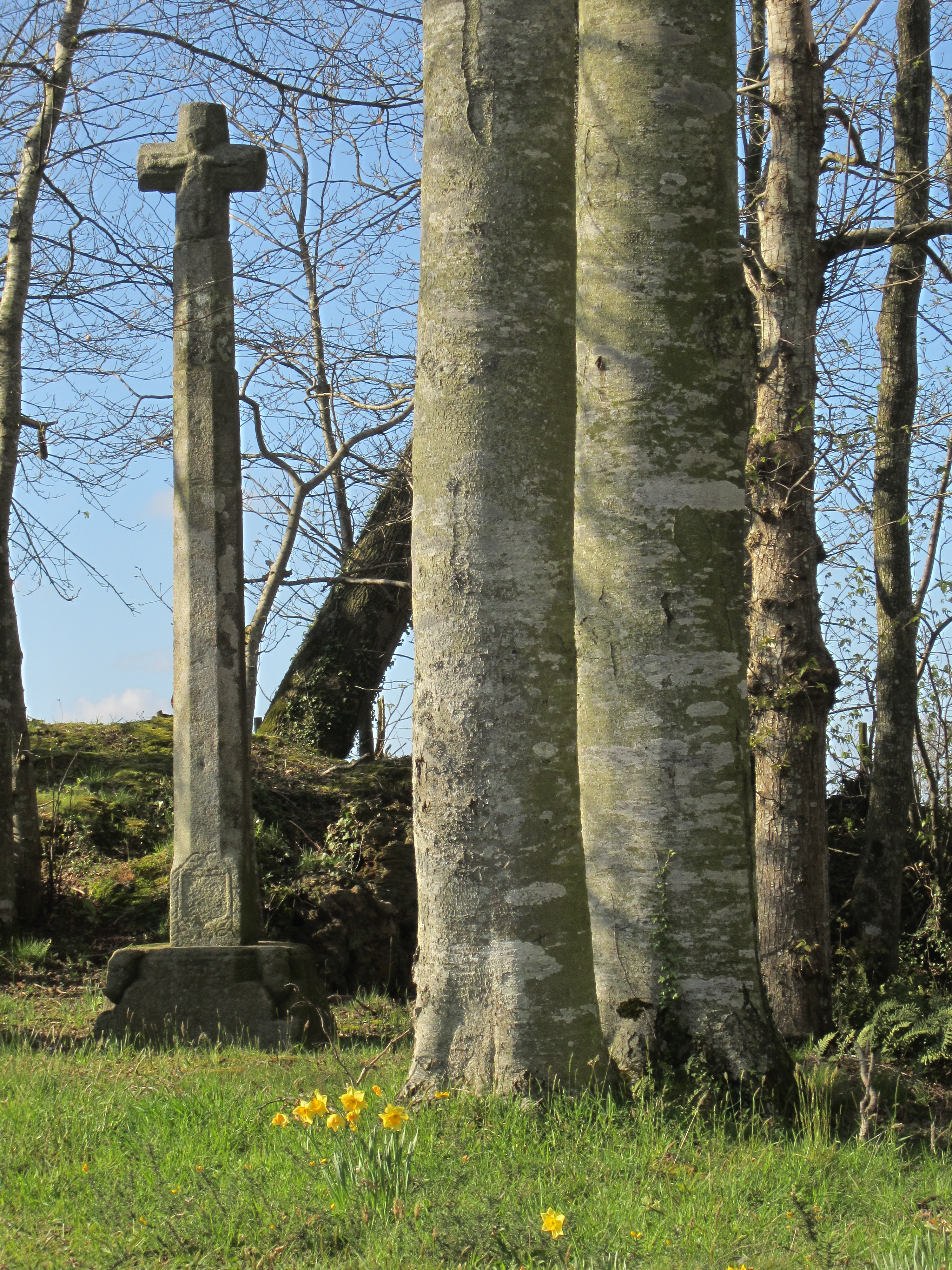
Croix du Voulge.

- Église Notre-Dame refaite au XVIIIe siècle et son chœur. Elle abrite une clôture du chœur (XVe), une chaire à prêcher sculptée (1478) classés au titre objet aux monuments historiques[25],[26], un maître-autel et autels latéraux nord et sud (XVIIIe), des tableaux (1723) ornant le maître-autel qui représentent saint Sébastien, saint Pierre, saint Paul et saint Jean-Baptiste et un tableau (1787) par Vaudatin d'Avranches[27], des fonts baptismaux anciens.
- Croix du Voulge ou Voulgue, en granit de 1782 décorée d'une tête humaine et d'une tête animale[27] et tombes du XVIIIe siècle dans le cimetière.
- Croix de la Cornillière du XIXe siècle, croix de chemin dont deux en allant au Luot (XVIe – XVIIe siècles).
- Mausolée de la famille Payen de Chavoy (XIXe siècle), dans le cimetière[27].

## Personnalités liées à la commune
- Famille Payen de Chavoy dont :
  - Pierre Payen de Noyan (1663-1707), émigré au Canada où il épousa une riche héritière, Catherine Le Moyne, et mènera plusieurs expéditions à Terre-Neuve, aux Antilles et en Louisiane[27].
  - Pierre-Jacques Payen de Noyan de Chavoy (1695-1771)[27], officier canadien des troupes de la Marine, major de Montréal, né à Montréal en Nouvelle-France en 1695 et mort à Paris en 1771, seigneur de Chavoy.
  - Pierre-Benoît Payen de Noyan (c. 1700-1765) aux côtés de son oncle Bienville Le Moyne en Louisiane où il sera major de la Nouvelle-Orléans[27].
  - Hugues Payen de Chavoy (1807-1855), saint-cyrien qui fera la campagne d'Italie en 1855 et sera en 1864 commandeur de la Légion d'honneur[27].
  - Adrien Payen de Chavoy (1808-1883), conseiller général du canton de Sourdeval de 1852 à 1867[27].